# Drasteria hastingsii
Drasteria hastingsii är en fjärilsart som beskrevs av H. Edwards 1878. Drasteria hastingsii ingår i släktet Drasteria och familjen nattflyn. Inga underarter finns listade i Catalogue of Life.